# 세르히 로페스
세르지 로페스(Sergi López, 1965년 12월 22일 ~ )는 스페인의 남자 배우다.

## 출연 작품
- 돈키호테를 죽인 사나이 - 농부 역
- 행복한 라짜로 - 울티모 역
- 사회로부터 탈출해야 할 7가지 이유